# Конго на Светском првенству у атлетици на отвореном 2017.
Конго је учествовао на Светском првенству у атлетици на отвореном 2017. одржаном у Лондону од 4. до 13. августа дванаести пут. Репрезентацију Конга представљала су 2 такмичара (1 мушкарац и 1 жена) који су се такмичили 2 дисциплине.,
На овом првенству представници Конга нису освојили ниједну медаљу нити је оборен неки рекорд. 

## Учесници
| Мушкарци: - Франк Елемба — Бацање кугле | Жене: - Cecilia Bouele — 100 м |

## Резултати

### Мушкарци
| Атлетичар    | Дисциплина   | Лични рекорд | Квалификације | Квалификације | Финале               | Финале | Детаљи |
| Атлетичар    | Дисциплина   | Лични рекорд | Резултат      | Место         | Резултат             | Место  | Детаљи |
| ------------ | ------------ | ------------ | ------------- | ------------- | -------------------- | ------ | ------ |
| Франк Елемба | Бацање кугле | 21,20 НР     | 19,74         | 15. у гр. А   | Није се квалификовао | 24/ 32 |        |

### Жене
| Атлетичарка    | Дисциплина | Лични рекорд | Квалификације | Квалификације | Полуфинале            | Полуфинале            | Финале                | Финале      | Детаљи |
| Атлетичарка    | Дисциплина | Лични рекорд | Резултат      | Место         | Резултат              | Место                 | Резултат              | Место       | Детаљи |
| -------------- | ---------- | ------------ | ------------- | ------------- | --------------------- | --------------------- | --------------------- | ----------- | ------ |
| Cecilia Bouele | 100 м      | 11,77        | 12,15         | 7. у гр. 6    | Није се квалификовала | Није се квалификовала | Није се квалификовала | 39/ 46 (47) |        |